# 齊柏林伯爵號航空母艦
齊柏林伯爵號（德語：Graf Zeppelin）是一艘德国海军在第二次世界大戰期間所建造的航空母艦，為齊柏林伯爵級的首舰，也是歷史上德國唯一下水過的一艘航空母艦，舰船以德国贵族斐迪南·冯·齐柏林命名，排水量約33,000噸。该舰船于1938年12月8号举行下水仪式并正式下水，在第二次世界大战爆发前已经完成了约85%，1936年12月28日在基爾的德意志造船廠安放龍骨。。

## 歷史
由於德國海軍從來沒有建造航空母艦的經驗，故在實際進行新航艦的設計前曾經參考各國航空母艦的公開資料，原先第一構型類似於英國海軍狂怒號航空母艦，但是在後來評估認為運作效益過低，1935年相關工程人員曾實地走訪日本參觀赤城號航空母艦，因為赤城號即將進行大規模改裝，所以日本方面在原始設計的提供上非常大方，德國團隊因此得以取得相關的飛行甲板設計藍圖作為參考。德國考察后认为当时赤城号的无舰岛三段式飞行甲板完全不可行，齐柏林号也计划搭载尚在研制中的可折叠机翼舰载機Bf-109T和Ju-87C；这些飞机更快更重，遂采用了双层机库、单层全通甲板加2具FL24型壓縮空氣弹射器和3座升降机的设计，并在右舷布置舰岛，接近1934年底起建的约克城号飞行甲板的式样，区别仅在于约克城号只使用单层机库，并在建设中最终取消了原设计的2座液壓弹射器；而后赤城号也继加贺号后，于1935年开始将三層飞行甲板改装为与约克城号和齐柏林号相似的，单层全通式飞行甲板加3座升降机；赤城号并在左舷甲板上设置相对很小的舰岛，将指挥所设在舰岛处甲板以下。

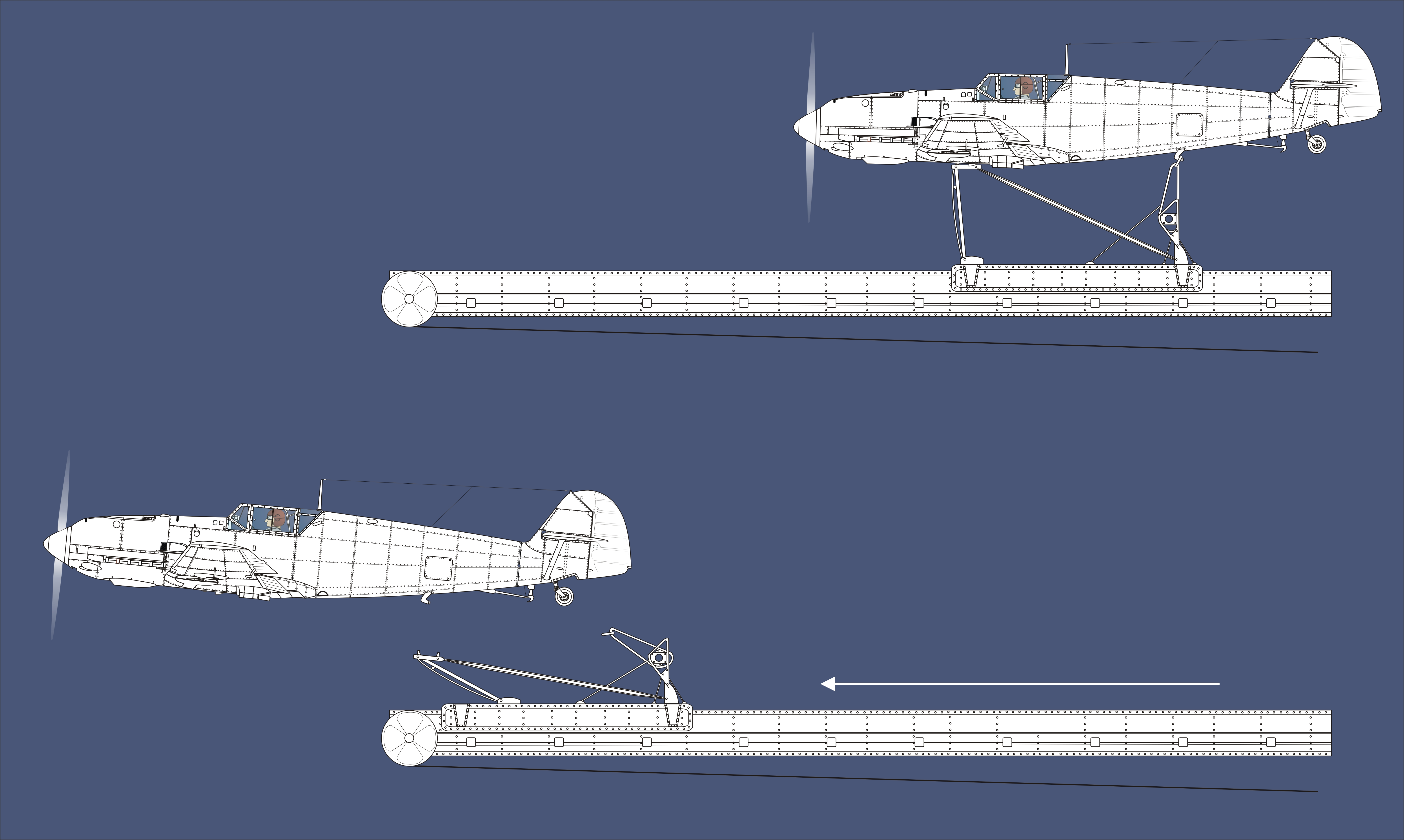
齊柏林伯爵號航母用FL24型壓縮空氣弹射器彈射Bf 109 T-1想像圖

由于德國海軍沒有專屬的海上飛行大隊，再加上德國空軍與海軍之間的權力鬥爭，整個航艦建造計畫進行的並不順利。齊柏林伯爵號在1938年12月8日下水，主持下水典禮的並非雷德爾，而是空軍元帥赫曼·戈林，希特勒本人也參與了這場下水典禮。但是在下水時，該艦當時只完工了約85%的進度，既不能實際以全速（33.8節）在海上航行，也無法籌載原本規劃的42架艦載機群（主要是因為與戈林的航空兵力分配權衝突所致）。齊柏林伯爵號下水後原本還需要再一年的時間才能完工，也需要時間進行相關的海上測試與人員訓練，但是當時德國缺乏足夠的原料與人力導致進度一延再延。1940年6月時齊柏林伯爵號被拖至格但斯克灣（當時稱為「但澤灣」）的格丁尼亞港，偽裝成木材儲存船「候鳥號」（Zugvogel），直到1942年時才接獲命令，返回基爾港接受續建工程。此时对尚未建成的部分已做了较大的重新设计，将原设计的舰岛前移并进一步加大，舰岛处增设了多座大口径防空炮塔，将中部升降机从原设计的舰岛左前移至新舰岛的左后，高排烟囱增加弧形整流罩；并计划搭载1939年首飞的Fw-190的舰载版鱼雷攻击机。
由於在二戰中期之後德國海軍在海上的行動接連受挫，再加上當時的德國已無力支撐所費不貲的海軍經費，1943年2月2日希特勒下令取消所有德國戰艦、巡洋艦與航空母艦的建造工作。齊柏林伯爵號被送往奧得河河口的斯特丁（Stettin，今波蘭什切青）準備拆除。1945年4月底，眼見蘇聯紅軍即將逼近斯特丁，德軍主動將齊柏林伯爵號鑿沈以免落入敵手，但佔領該地後的蘇聯卻在1946年時將沈船打撈上來，該艦最後一次的目擊地點是在斯維內明德（Swinemünde，也就是今日波蘭境內的斯未諾契），當時該艦載運了一些物資，準備前往列寧格勒，但卻從此消失無蹤。由於蘇聯方面對於此類資料的保密，長久以來齊柏林伯爵號的實際行蹤一直是個謎團。直到多年後蘇聯的機密檔案解密，從其中間接透露該艦曾短暫獲得一個編號「PO-101」（浮動基地101號），並在1947年8月16日時被當作蘇聯艦艇與戰機的靶船，以便研究該如何擊沉像是航空母艦這般的大型軍艦。
2006年7月12日，一艘隸屬於波蘭石油業者波羅的海石油（Petrobaltic）的船隻在韋巴港附近發現一艘長265公尺的沈船，正好與失蹤的齊柏林伯爵號之船長相符。7月26日，波蘭海軍調查船阿克托夫斯基號（ORP Arctowski）實際對沈船進行穿鑿調查以確定其身份，並在隔日由波蘭海軍宣布，沈沒在87公尺深海底的沈船，声纳扫描图像證實，有高达99%的几率是行蹤成謎多年的齊柏林伯爵號
。

## 圖片集

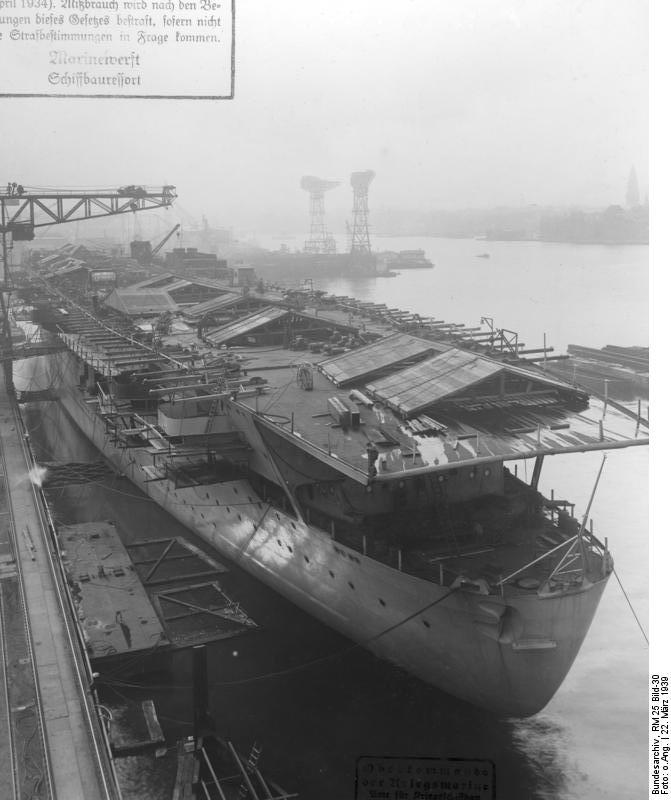
建造中的齊柏林伯爵號
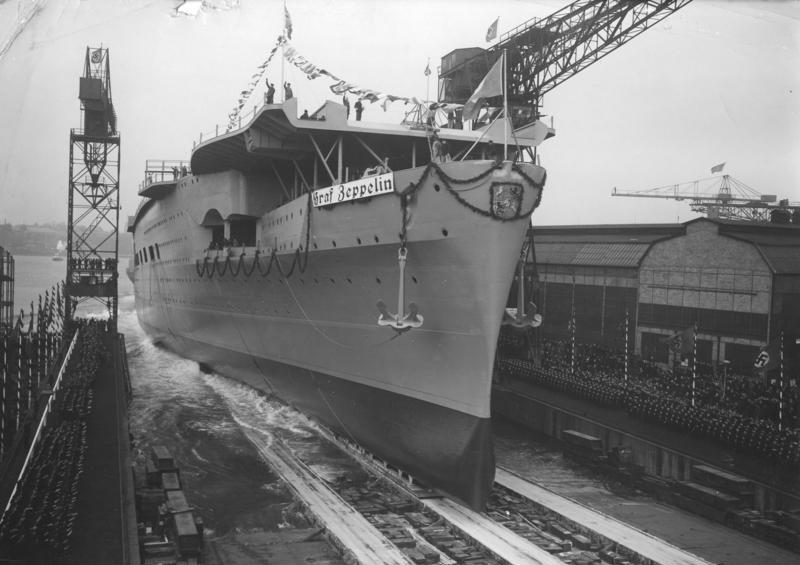
下水儀式
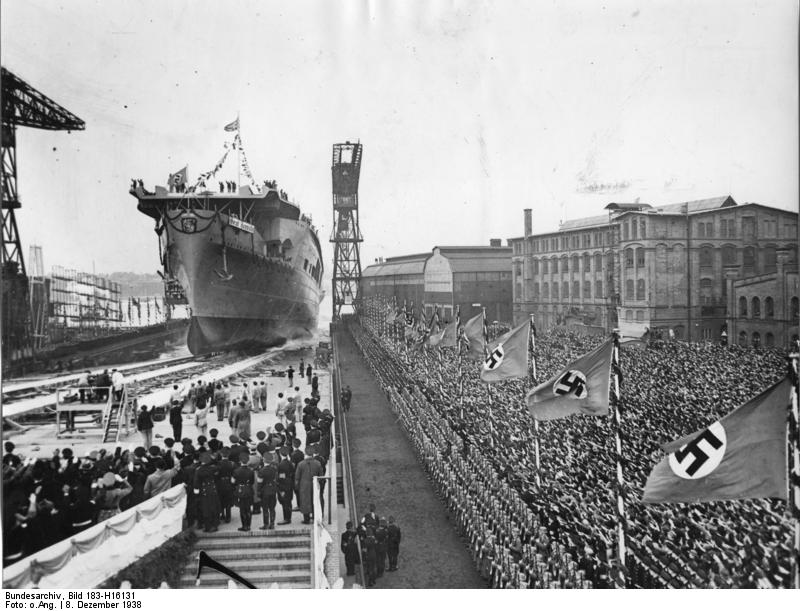
下水儀式
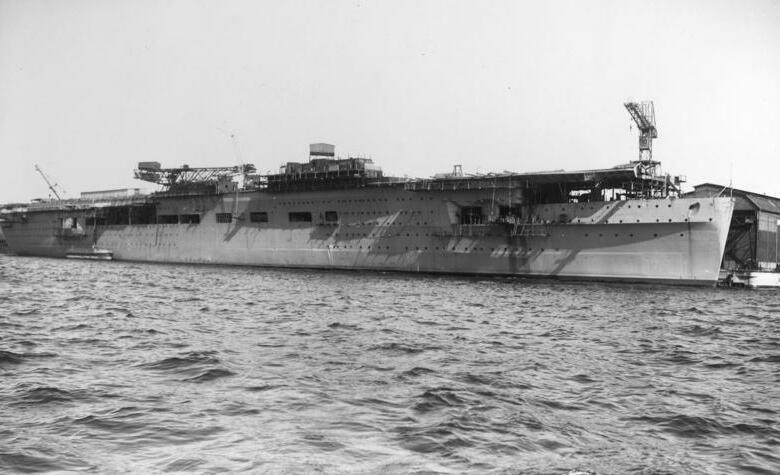
進行續建工程
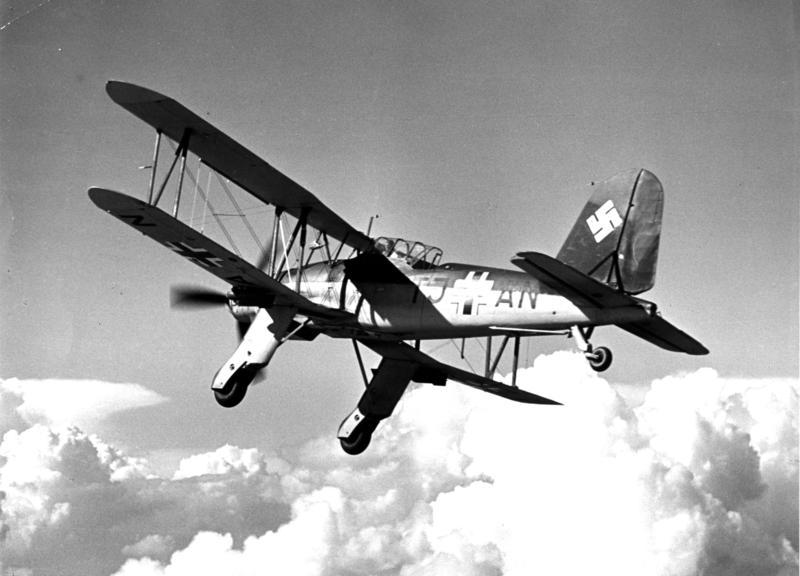
費策勒Fi 167型魚雷轟炸機（Fieseler Fi 167），是該艦搭載的其中一種艦載機

## 模型展示

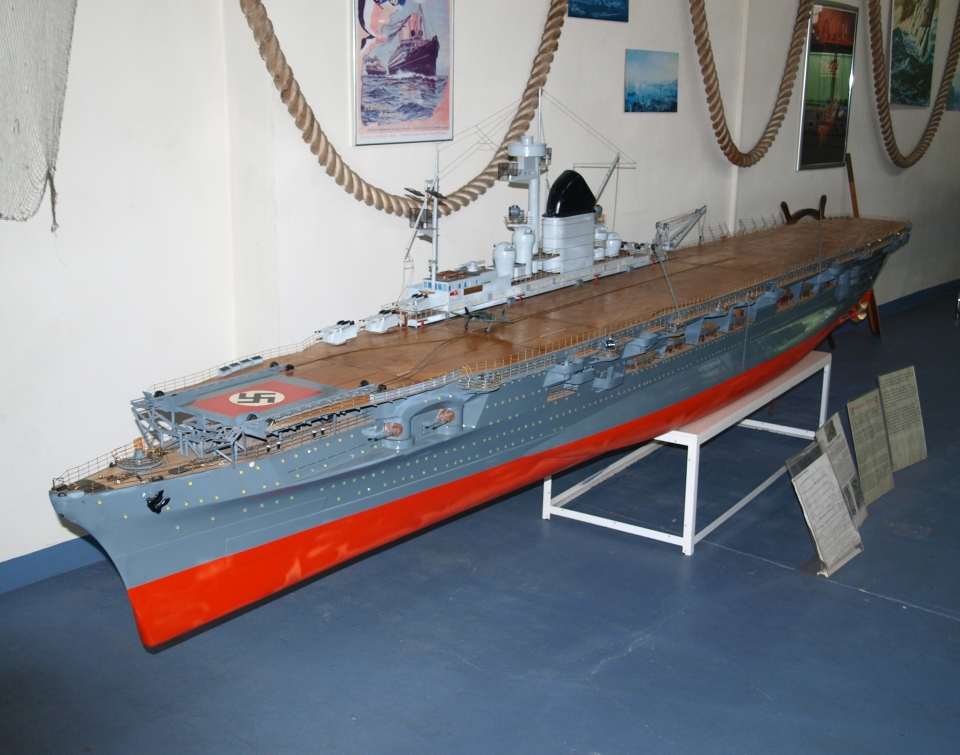
齊柏林號左側
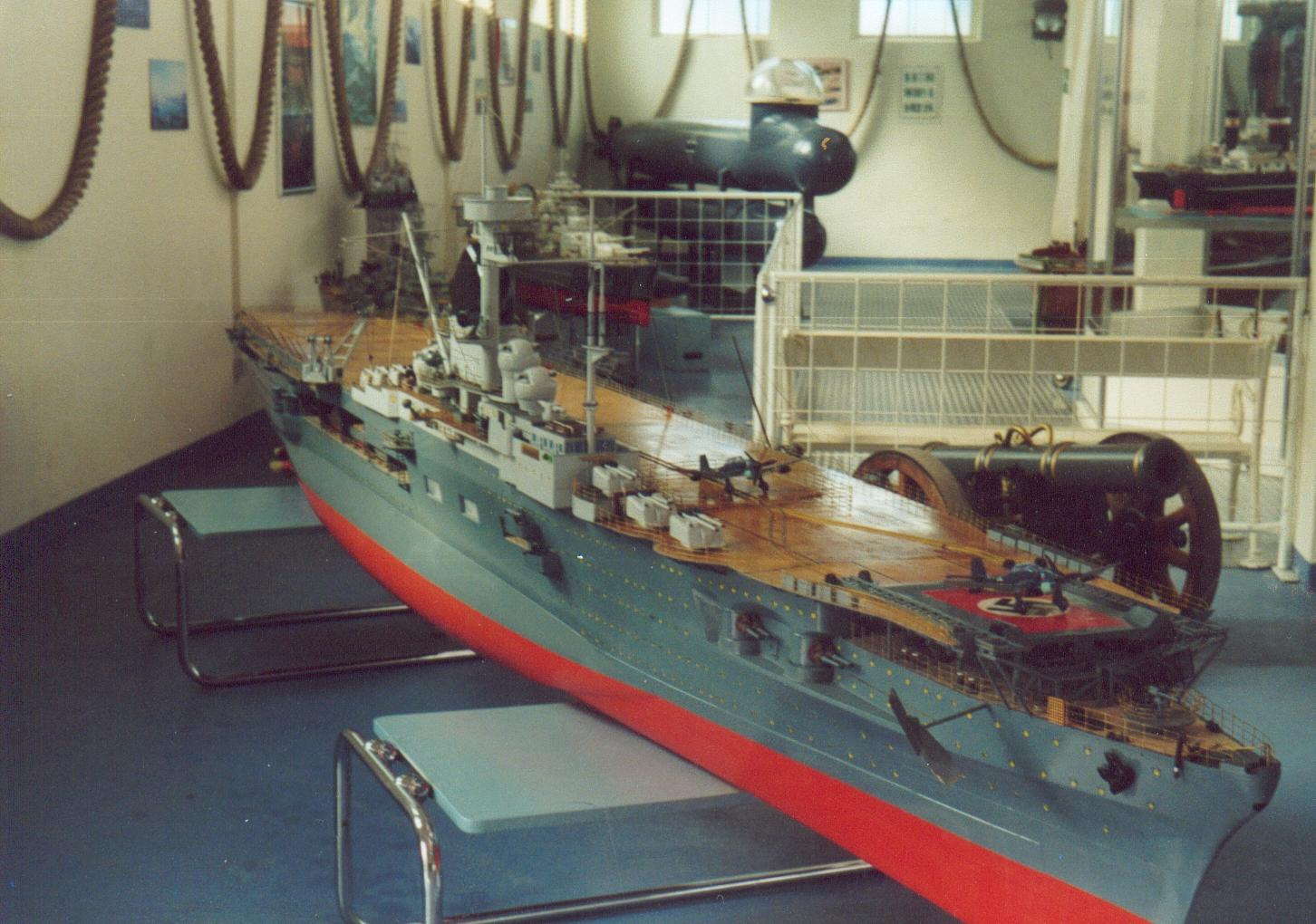
齊柏林號右側
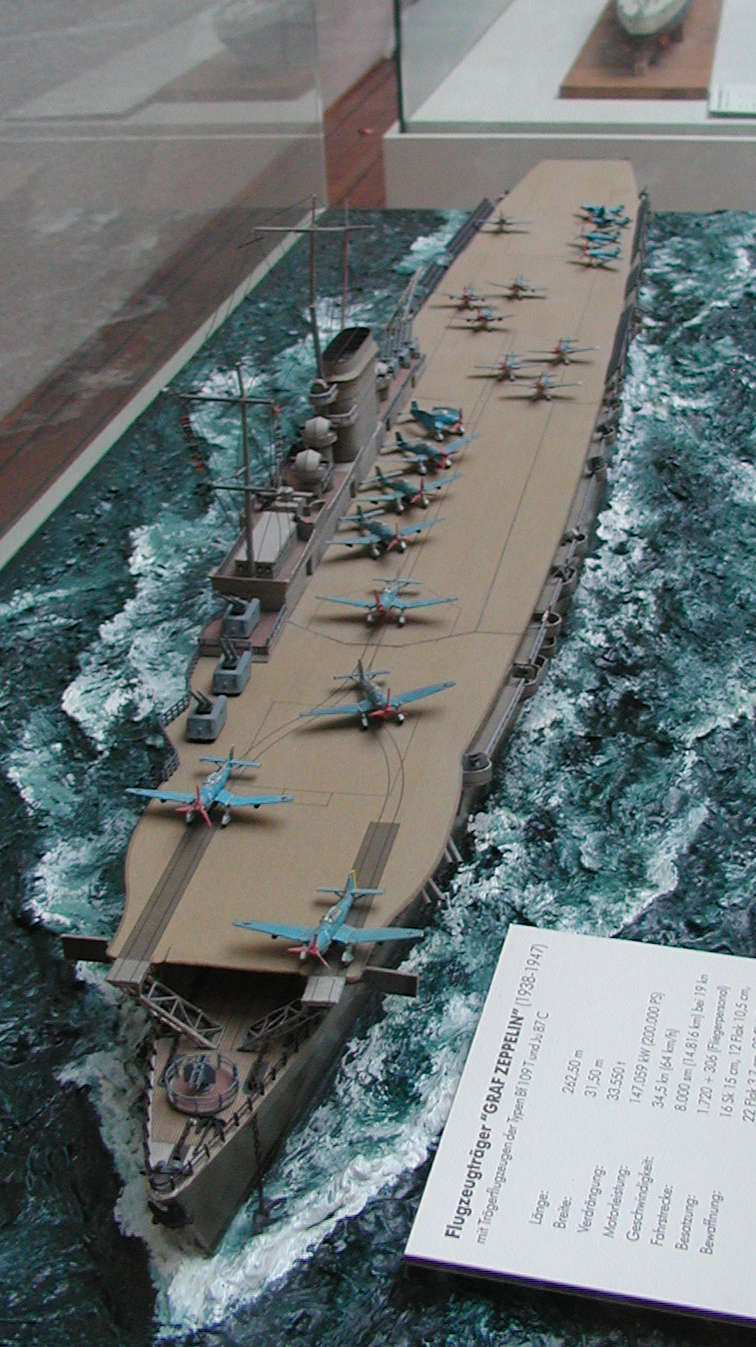
齊柏林號飛行甲板前方
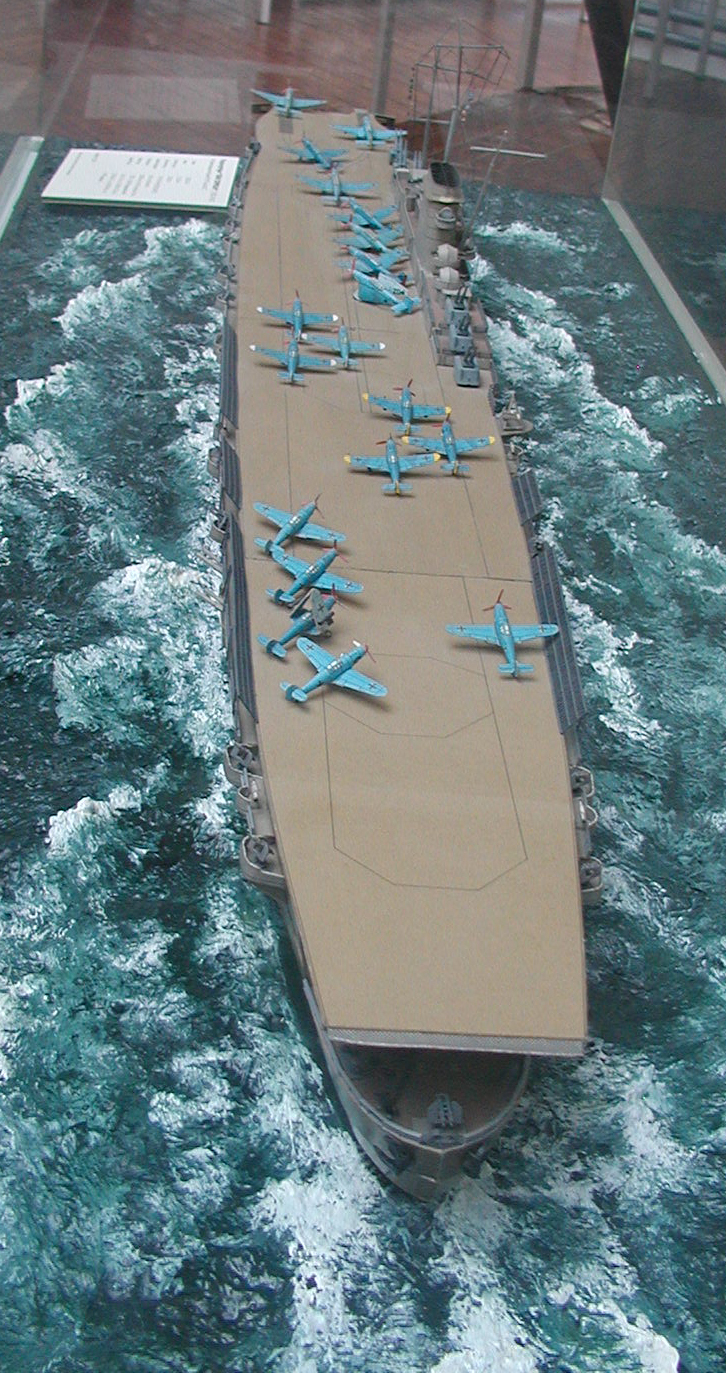
齊柏林號飛行甲板後方

## 後人創作
在2017年8月的更新中，齊柏林伯爵作為VIII級金幣船在WOWS中登場。
於 Battle of War Ship 中作為傳奇戰艦。